# هادلي غامبل
هادلي غامبل هي مذيعة أمريكية لـ CNBC في أبوظبي.

## سيرتها الوظيفية
تقيم غامبل حاليًا في أبو ظبي وهي مقدمة لبرنامج مالي لـ CNBC Capital Connection من المقر الرئيسي لشركة CNBC في الشرق الأوسط. حظيت غامبل بفرصة مقابلة البابا فرانسيس في أبو ظبي أثناء زيارته للبلاد في فبراير 2019 ومن بين الأشخاص الآخرين الذين قابلتهم غامبل وهم الملك عبد الله الثاني ملك الأردن وقائد الملياردير السير ريتشارد برانسون في 11 مايو 2019.